# Distretto di Simav
Il distretto di Simav (in turco Simav ilçesi) è uno dei distretti della provincia di Kütahya, in Turchia.